# فرد فيشر (محامي)
فرد فيشر (بالإنجليزية: Fred Fisher)‏ هو محامي أمريكي، ولد في 19 أبريل 1921 في بروكتون في الولايات المتحدة، وتوفي في 25 مايو 1989 في تل أبيب في إسرائيل.